# José Muñoz-Cortes
Hermano José (Joseph) Muñoz Cortés (tonsurado privadamente Ambrosio; Santiago, Chile, 13 de mayo de 1948 - Atenas, Grecia, 30/31 de octubre de 1997) fue un monje ortodoxo y guardián de una copia venerada de la Panagia Portaitissa (Ícono de Iveron), en Montreal, Canadá.

## Primeros años
Muñoz nació en Chile en una piadosa familia católica romana de ascendencia principalmente española, aunque tenía una abuela inglesa. Cuando Muñoz tenía 12 años, conoció al arzobispo local Leoncio (Filippovich), y bajo su influencia Muñoz fue bautizado en la Iglesia Ortodoxa Rusa Fuera de Rusia dos años más tarde, con el consentimiento de su madre.

## Muerte

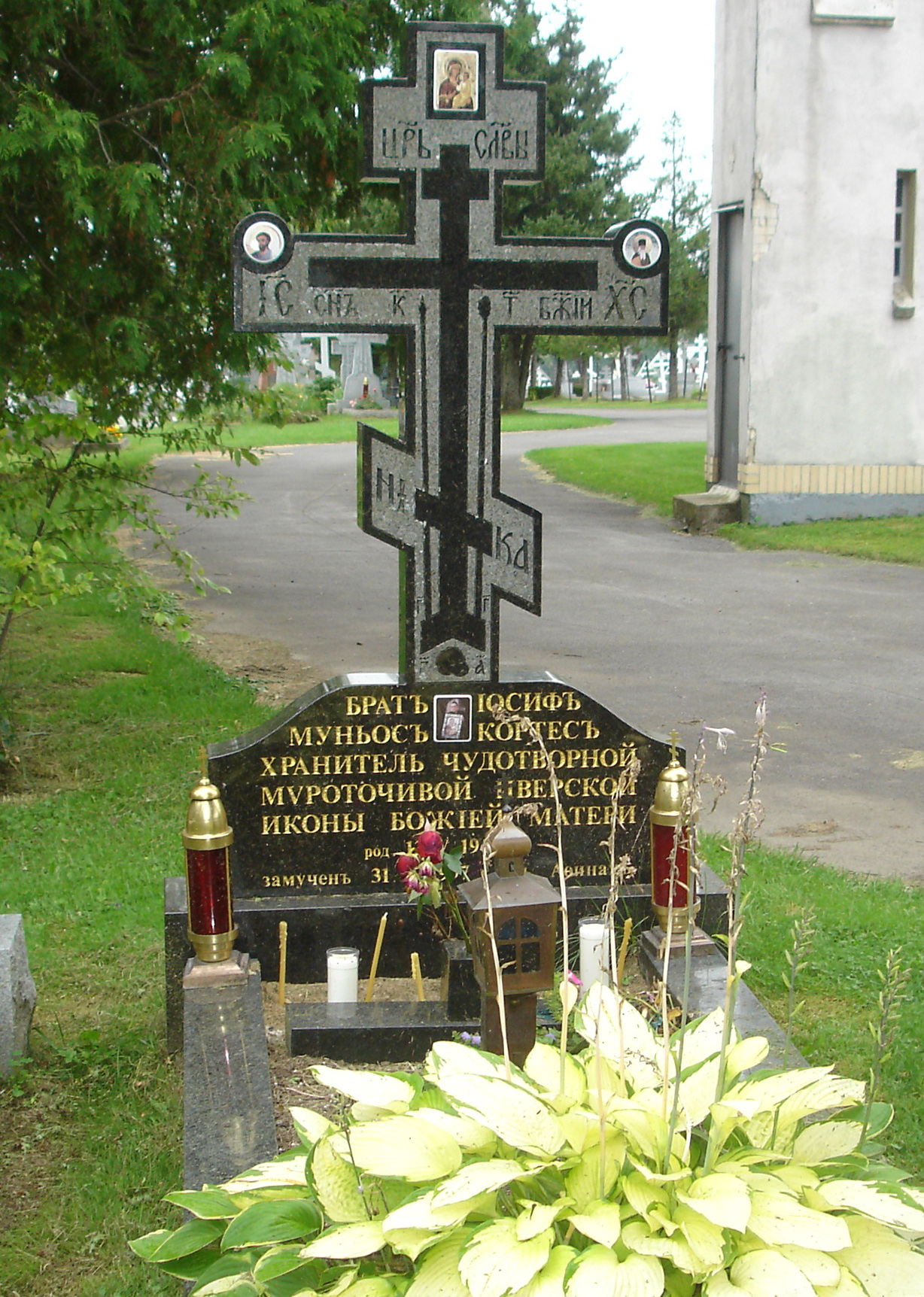
La tumba de Muñoz en el cementerio de la Santísima Trinidad en Jordanville, Nueva York

En octubre de 1997, durante uno de sus viajes con el ícono, Muñoz fue torturado y asesinado en una habitación de hotel en Atenas, Grecia, durante la noche del 30 o 31 de octubre. El icono fue robado y no fue visto desde entonces. Muñoz tenía previsto regresar a Canadá al día siguiente para celebrar el decimoquinto aniversario de la aparición de la mirra milagrosa en el icono.

### Secuelas
Nicoulai Ciaru, un rumano, fue acusado del asesinato y compareció ante el tribunal en Atenas el 18 de noviembre de 1998. El proceso judicial continuó hasta el 23 de noviembre, cuando Ciaru fue absuelto por falta de pruebas.